# Yanis Hamache
Yanis Hamache, né le 13 juillet 1999 à Marseille, est un footballeur international algérien, qui évolue au poste d'arrière gauche.

## Biographie

### En club

#### Formation niçoise (2014-2020)
Yanis Hamache naît à Marseille, dans une famille d'origine algérienne de la ville de Béjaïa. Sa mère, Ouria Hamache, est gravement blessée après avoir été renversée devant son collège (elle reste un an à l’hôpital et subit 17 opérations). Cet accident malheureux sera une source de motivation, pour réussir sa carrière de footballeur.
Yanis Hamache passe en très grande partie sa formation professionnelle à l'OGC Nice, sous les couleurs de la réserve des Aiglons. Il ne dispute que trois matchs, mais inscrit deux buts. Lors de son premier match, en National 2 face à la réserve de l'Olympique de Marseille, il sort à la 61e minute à la place de Youness Diatta, défaite des Aiglons sur le score de 3-0. Il s'agira de son seul match avec la réserve de Nice pour l’édition 2017-2018. La saison suivante, il joue pendant 90 minutes face à l'Olympique lyonnais, avec là aussi une défaite (1-6). Cette défaite entraîne la relégation de l'OGC Nice en National 3. Yanis Hamache sauve l'honneur en marquant deux buts lors de son dernier match avec la réserve de Nice en dernière journée de National 2, de nouveau face à l'OM (défaite 3-2).

#### Prêt au Red Star (2019-2020)
Apres six années à l'OGC Nice, Yanis Hamache est prêté, un an au Red Star, en National, où il porte le numéro 25. À la suite de cette signature, il déclare « J’ai hâte de fouler la pelouse de Bauer et de rencontrer les supporters. Je veux tout donner pour permettre au Red Star de retrouver la Ligue 2 l’année prochaine. »,.
Vincent Bordot, entraîneur du Red Star le titularise face au Sporting Toulon, pour le compte de la deuxième journée (1-1). Il se montre décisif lors de la quatrième journée où il centre vers Hamadou Karamoko qui égalise à la 32e minute. Malgré cela son équipe concède un second but, et le match se termine sur une défaite 1-2. En outre, il reçoit son premier carton jaune de la saison et de sa carrière de footballeur durant le temps additionnel (90+1e). Le 22 novembre 2019, contre le Stade olympique choletais, sur une passe de Loïc Goujon, il marque son premier but de la saison et de sa carrière de footballeur d'une frappe enroulée, son équipe et lui s'imposent 2-1.
En Coupe de France, il rencontre son club formateur l'OGC Nice à l'Allianz Riviera. Mené 2-0, il réduit le score durant le temps additionnel sur penalty, il s'agit du second but de sa saison et son premier dans cette compétition, à la suite de cette défaite il déclare : « On a essayé de tout donner. Le coach nous avait avertis que ça allait être très compliqué face à une équipe de Ligue 1. C'était un match pour nous récompenser des 13 victoires en 14 matchs en National, que du bonus. J'ai eu envie de montrer au coach que le prêt au Red Star m'a beaucoup apporté. Maintenant, on va tout donner pour monter en Ligue 2. »,. Mais son équipe termine seulement à la cinquième place du championnat.
Au total, durant cette saison, Yanis Hamache, a participé à 25 rencontres et aura inscrit 2 buts, 1 passe décisive et a reçu 4 cartons jaunes.

#### Boavista FC

##### Première saison au Portugal (2020-2021)
Avec des nombreuses arrivées sur le poste de latéral gauche de l'OGC Nice, il devient de plus en plus compliqué pour Yacine Hamache de s'imposer en pro. Pour le mercato d’été 2020, il décide donc de rejoindre le Portugal en signant un contrat avec Boavista.
Après avoir contracté la Covid-19, il ne peut pas participer au premier match de la saison. Pour son premier match en tant que titulaire pour le compte de la cinquième journée de Liga Nos, face à Famalicão, il est l'homme du match en ouvrant le score à la 69e minute sur une passe de Paulinho (en), et offrant une passe décisive à son capitaine, Javi García, pour le 2-0. Cependant, l’équipe adverse arrive par surprise à revenir au score à la fin du match (2-2). Lors du match suivant face à un ogre du championnat portugais, le Benfica Lisbonne, grâce à une passe cette fois-ci de Paulinho, il marque un superbe but, sur une frappe puissante des 20-25 mètres, à la 76e, que le portier du Benfica ne peut stopper. Son équipe et lui s’imposent pour la première fois cette saison, par 3-0.
Grâce à ses prestations, Yanis Hamache intéresserait certains clubs espagnols comme Granada CF et le Betis Séville, cependant le club portugais semble réticent à vendre son jeune joueur car estime qu'il n'a pas amélioré son potentiel au maximum,. Pour le reste de la saison, son entraîneur Jesualdo Ferreira le fait plus permuter au poste de milieu gauche, en effet, Yanis Hamache est un joueur qui se projette plus vers l'avant. Ainsi, lors des matchs contre le FC Famalicão, pour le compte de la 22e journée, il offre une passe décisive à Sebastián Pérez, qui conclut le 3-0. Il réalise cette même performance en championnat contre Belenenses SAD ou à la 59e minute, il offre une passe à Alberth Elis, qui marque le 0-2, fin du match sur se score, pour cette 25e journée. Le match suivant, Yanis Hamache reçoit son premier carton rouge de sa carrière, réduisant son équipe à 10, Boavista arrive quand même à arracher le match nul 3-3, contre Rio Ave FC, match très important dans la lutte pour le maintien du club. Finalement, son équipe et lui arrivent à se maintenir en Liga Nos, en terminant à la 13e place du championnat. Pour sa première saison en pro au Portugal, Yanis Hamache aura disputé 26 matchs et aura inscrit 2 buts et 5 passes décisives.

### En équipe nationale
Étant franco-algérien, Yanis Hamache a le choix d’opter soit pour la sélection française ou la sélection algérienne. Il déclare que son rêve est de représenter l'Algérie et affirme qu'il refusera toute convocation de l'équipe de France,.
Le 19 novembre 2020, à une question de son coéquipier Adil Rami, le sélectionneur algérien Djamel Belmadi répond qu'il suit Hamache mais ajoute : « Il démarre à peine dans cette première division portugaise ; il vient de recommencer à jouer après sa saison en prêt au Red Star. Je suis réellement le joueur, j’ai vu son dernier match face à Benfica dans lequel il a marqué, il avait aussi réalisé des bonnes performances avant. C’est un latéral avec une bonne patte gauche. Pour le moment, j’ai envie de le laisser s’exprimer, évoluer au sein de ce nouveau club de Boavista dans lequel il s’est récemment engagé. Je sais que c’est toujours difficile de quitter son club pour la sélection lorsque tu viens de signer ».

## Style de jeu
Yanis Hamache, possède un jeu qui ce basse sur la Rapidité et la technique, il possède aussi un bon pied gauche pour des centres ou pour des tires (but contre le Benfica Lisbonne sur une reprise du pied gauche).

## Statistiques

### En club
| Saison                | Club                  | Championnat           | Championnat | Championnat | Championnat | Coupe nationale | Coupe nationale | Coupe nationale | Coupe de la Ligue | Coupe de la Ligue | Coupe de la Ligue | Compétition(s) continentale(s) | Compétition(s) continentale(s) | Compétition(s) continentale(s) | Compétition(s) continentale(s) | Algérie | Algérie | Algérie | Total | Total | Total |
| Saison                | Club                  | Division              | M.          | B.          | P.d.        | M.              | B.              | P.d.            | M.                | B.                | P.d.              | Comp.                          | M.                             | B.                             | P.d.                           | M.      | B.      | P.d.    | M.    | B.    | P.d.  |
| 2018-2019             | OGC Nice              | Ligue 1               | -           | -           | -           | -               | -               | -               | 0                 | 0                 | 0                 | -                              | -                              | -                              | -                              | -       | -       | -       | 0     | 0     | 0     |
| 2019-2020             | Red Star (prêt)       | National              | 21          | 1           | 1           | 3               | 1               | 0               | 1                 | 0                 | 0                 | -                              | -                              | -                              | -                              | -       | -       | -       | 25    | 2     | 1     |
| Sous-total            | Sous-total            | Sous-total            | 21          | 1           | 1           | 3               | 1               | 0               | 1                 | 0                 | 0                 | -                              | -                              | -                              | -                              | -       | -       | -       | 25    | 2     | 1     |
| 2020-2021             | Boavista FC           | Liga NOS              | 24          | 2           | 4           | 2               | 0               | 1               | -                 | -                 | -                 | -                              | -                              | -                              | -                              | -       | -       | -       | 26    | 2     | 5     |
| 2021-2022             | Boavista FC           | Liga NOS              | 26          | 4           | 5           | 1               | 0               | 0               | 4                 | 0                 | 1                 | -                              | -                              | -                              | -                              | 1       | 0       | 0       | 32    | 4     | 6     |
| 2022-2023             | Boavista FC           | Liga NOS              | 2           | 0           | 1           | -               | -               | -               | -                 | -                 | -                 | -                              | -                              | -                              | -                              | -       | -       | -       | 2     | 0     | 1     |
| Sous-total            | Sous-total            | Sous-total            | 52          | 6           | 10          | 3               | 0               | 1               | 4                 | 0                 | 1                 | -                              | -                              | -                              | -                              | 1       | 0       | 0       | 60    | 6     | 12    |
| 2022-2023             | SK Dnipro-1           | Premier-Liha          | 11          | 2           | 4           | -               | -               | -               | -                 | -                 | -                 | C4                             | 8                              | 1                              | 1                              | 0       | 0       | 0       | 19    | 3     | 5     |
| 2023-2024             | FC Arouca             | Liga NOS              | 2           | 0           | 0           | -               | -               | -               | -                 | -                 | -                 | -                              | -                              | -                              | -                              | -       | -       | -       | 2     | 0     | 0     |
| 2024-2025             | MC Oran               | Ligue 1               | -           | -           | -           | -               | -               | -               | -                 | -                 | -                 | -                              | -                              | -                              | -                              | -       | -       | -       | 0     | 0     | 0     |
| Total sur la carrière | Total sur la carrière | Total sur la carrière | 86          | 9           | 15          | 6               | 1               | 1               | 5                 | 0                 | 1                 | -                              | 8                              | 1                              | 1                              | 1       | 0       | 0       | 106   | 11    | 18    |

## En sélection nationale
| Saison                | Sélection             | Phases finales        | Phases finales | Phases finales | Phases finales | Éliminatoires CDM | Éliminatoires CDM | Éliminatoires CDM | Éliminatoires CAN | Éliminatoires CAN | Éliminatoires CAN | Matchs amicaux | Matchs amicaux | Matchs amicaux | Total | Total | Total |
| Saison                | Sélection             | Compétition           | M              | B              | Pd             | M                 | B                 | Pd                | M                 | B                 | Pd                | M              | B              | Pd             | M     | B     | Pd    |
| --------------------- | --------------------- | --------------------- | -------------- | -------------- | -------------- | ----------------- | ----------------- | ----------------- | ----------------- | ----------------- | ----------------- | -------------- | -------------- | -------------- | ----- | ----- | ----- |
| 2021-2022             | Algérie               | CAN 2021              | -              | -              | -              | -                 | -                 | -                 | 0                 | 0                 | 0                 | 1              | 0              | 0              | 1     | 0     | 0     |
| 2022-2023             | Algérie               | -                     | -              | -              | -              | -                 | -                 | -                 | -                 | -                 | -                 | 0              | 0              | 0              | 0     | 0     | 0     |
| Total sur la carrière | Total sur la carrière | Total sur la carrière | -              | -              | -              | -                 | -                 | -                 | 0                 | 0                 | 0                 | 1              | 0              | 0              | 1     | 0     | 0     |

### Matchs internationaux
Le tableau suivant liste les rencontres de l'équipe d'Algérie dans lesquelles Yanis Hamache a été sélectionné depuis le 12 juin 2022 jusqu'à présent.

### Documentaires et interviews
- [vidéo] « C'est vous l'Expert #137 » : Interview exclusive de Yanis Hamache, La Gazette du Fennec, 2020[28]

### Sources
- Stéphane Corby, « National : Arab et Hamache, les frères « siamois » du Red Star », Le Parisien,‎ 31 octobre 2019 (lire en ligne)
- Adel Bentaha, « Verts : Yanis Hamache, ordre et progrès », DZfoot,‎ 7 janvier 2021 (lire en ligne)